# 林叩斯 (阿爾戈英雄)
林叩斯（拉丁文：Lynceus）墨塞尼亚的英雄，阿法柔斯之子，以目光锐利而著名，他的目光能透视土地和石头。神话中常把他和他的兄弟伊达斯合称为阿法瑞伊斯代兄弟。兄弟俩参加过卡吕冬狩猎和阿爾戈英雄们的远航。关于阿法瑞伊斯代兄弟和狄俄斯库里兄弟战斗（起因是狄俄斯库里兄弟抢走林叩斯的新娘希莱拉）的神话非常有名。战斗中林叩斯死于波路克斯之手。

## 资料来源
- 《神话辞典》，（苏联）M·H·鲍特文尼克等，统一书号：2017·304